# IPhone 3GS
Den 8. juni 2009 introducerede Apple en ny version af iPhone, iPhone 3GS, hvor S står for speed (fart).
Til forskel fra dens forgænger, iPhone 3G, har iPhone 3GS følgende nye funktioner:
- Næsten fordoblet ydeevnen
- 3 megapixel kamera med autofokus
- Videooptagelse
- Stemmekontrol
- Digitalt kompas

iPhone 3GS fås i i alt 4 udgaver med to størrelser: En 16 GB version i sort eller hvid, samt en 32 GB version i hvid eller sort. Den nye 3GS blev sat til salg i butikkerne den 31. juli 2009 hos Telia, 3 og Telenor.